# جیمی هارپر
جیمی هارپر (انگلیسی: Jimmy Harrop؛ سپتامبر ۱۸۸۴ – ۱۹۵۸ (۷۳−۷۴ سال)) بازیکن فوتبال  اهل بریتانیا بود.
از باشگاه‌هایی که در آن بازی کرده‌است می‌توان به باشگاه فوتبال شفیلد ونزدی، باشگاه فوتبال لیورپول، باشگاه فوتبال شفیلد یونایتد، و باشگاه فوتبال استون ویلا اشاره کرد.